# Surja
Surja (sanskrt सूर्य, engl. Surya) bog je Sunca u hinduizmu i hinduističkoj mitologiji. Kao personifikacija Sunca, Surja je jedan od najvažnijih bogova u hinduizmu te je „vladar planeta”. Ovo su Surjina druga imena u drevnoj indijskoj literaturi:
- Āditya
- Arka
- Bhanu
- Savitṛ
- Pušan
- Ravi
- Mitra

U Mahabharati, Kunti od mudraca saznaje za mantru kojom može prizvati boga i zanijeti. Kunti pokušava prizvati Surju. Surja se pojavljuje, a Kunti je preneražena i traži od njega da se vrati, ali Surja mora ispuniti mantru prije odlaska. Kunti dobija dijete, ali ga odbacuje.

## Ikonografija
Surja je često prikazivan kao muškarac u sjaju, vozeći se u kočiji. To je slično prikazu rimskoga Sola i grčkog Helija.

## Pandani
- Rimska religija: Sol
- Grčka religija: Helije (Helios)
- Nordijska religija: Sol

## Roditelji
Surjini su roditelji mudrac Kashyapa i njegova supruga, božica Aditi.